# Allophylus mossambicensis
Allophylus mossambicensis är en kinesträdsväxtart som beskrevs av Arthur Wallis Exell. Allophylus mossambicensis ingår i släktet Allophylus och familjen kinesträdsväxter. Inga underarter finns listade i Catalogue of Life.